# گئورگی آمزین
گئورگی آمزین (انگلیسی: Georgi Amzin؛ زادهٔ ۲ مارس ۱۹۹۲) بازیکن فوتبال اهل بلغارستان است.